# Шуман, Феликс
Вальтер Альфред Феликс Шуман (нем. Walter Alfred Felix Schumann, 11 июня 1854, Дюссельдорф — 18 февраля 1879, Франкфурт-на-Майне) — немецкий поэт, младший ребёнок в семье Роберта и Клары Шуман. Несколько его стихов было положено на музыку Иоганнесом Брамсом.

## Биография

### Ранние годы
Трагедией ранних лет Феликса Шумана была попытка самоубийства и последовавшая кончина его отца — композитора Роберта Шумана. В начале 1854 года Роберт Шуман после обострения болезни бросился в Рейн, но был спасён и помещён в психиатрическую лечебницу в Энденихе близ Бонна, где и умер 29 июля 1856 года. В трудные годы семье Роберта Шумана помогал Иоганнес Брамс, впоследствии ставший крёстным отцом Феликса (крещённого 1 января 1855 года). Своё имя Феликс получил в честь Феликса Мендельсона-Бартольди, близкого друга семьи Шуманов.
В подростковом возрасте Феликс был отправлен на учёбу в школу Дюссельдорфа, поначалу учился плохо. Шуман изначально хотел стать музыкантом как его родители, но мать и Йозеф Иоахим были против этого, музыкальный талант сына Клара оценивала невысоко. В марте 1872 года по окончании школы он выехал в Англию, где его мать гастролировала в то время. Той же весной Феликс поступил в Хайдельбергский университет на факультет права. Будучи студентом, оказался в долгах из-за увлечения азартными играми, о чём уже осенью 1872 года признался матери. Клара приехала в Хайдельберг выручать сына и дала концерт (в это же время в Париже скончалась её дочь Юлия, ожидавшая третьего ребёнка).

### Болезнь и смерть
В 1872 году Феликс Шуман заболевает туберкулёзом лёгких, в течение пяти лет постоянно меняет местопребывание, чтобы поправить здоровье. Осенью 1874 года он останавливался в Белом замке в Монтрё, а с февраля 1875 и до конца 1876 года находится в Мерано. Зимой 1876/1877 года Феликс планировал возобновить учёбу в Хайдельберге, на этот раз на факультете искусств. В 1877 году Шуман некоторое время жил в Цюрихе, немного позже — несколько месяцев в южной Италии (Палермо, Неаполь, Капри) в надежде на излечение. В том же году болезнь начала прогрессировать, но это не мешало Шуману продолжать писать стихи. Весной 1878 года здоровье было окончательно подорвано. По просьбе матери, Брамс навещал его с доктором Теодором Бильротом в Неаполе. В промежутках между переездами он иногда оставался вместе с матерью в Баден-Бадене, где располагался дом, купленный для встреч всей семьи. Много стихов, написанных в этот период, позже войдут в книгу «Моя любовь как зелёный куст сирени». В этих стихах отражены переживания, тоска и надежда на выздоровление. Клара возражала против публикации работ сына, в итоге при его жизни не было опубликовано ничего, кроме трёх произведений, которые Брамс использовал для своей музыки.
Летом 1878 года Феликс собирался вернуться домой. Клара отказалась от дома в Баден-Бадене, чтобы переехать во Франкфурт. В начале следующего года Феликса привезли в санаторий Dettweiler в Фалькенштайне, в Таунусе. Когда его самочувствие ухудшилось, его перевезли к матери во Франкфурт, где он вскоре скончался. Согласно дневникам матери, он умер 16 февраля 1879 года в 3 часа утра, однако в официальных документах и на надгробии указана дата смерти 18 февраля.

## Творчество

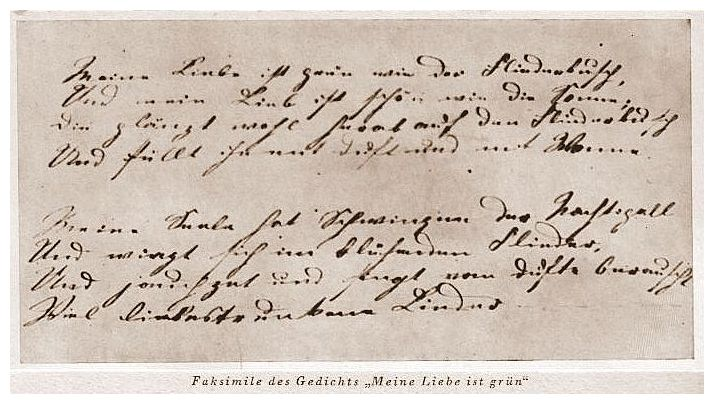
Рукопись стихотворения Феликса Шумана Моя любовь как зелёный куст сирени

Феликс Шуман является автором множества стихотворений, но лишь три из них были опубликованы при жизни — те, которые положил на музыку Иоганнес Брамс. 
Наиболее известное стихотворение «Моя любовь как зелёный куст сирени» опубликовано как Opus 63.
Другие произведения Феликса Шумана:
- «Сеян» — трагедия в пяти действиях.
- 1871 — перевод трёх актов поэмы «Манфред» Джорджа Байрона.
- 1876 — «Золотой век».
- 1887 — «Потерянный рай».